# Lestre
Lestre est une commune française, située dans le département de la Manche en région Normandie, peuplée de 244 habitants.

## Géographie

### Localisation
Les communes limitrophes sont  Aumeville-Lestre, Octeville-l'Avenel, Ozeville, Quinéville, Saint-Martin-d'Audouville et Vaudreville.

### Hydrographie
La commune est située dans le bassin Seine-Normandie. Elle est drainée par la Sinope, la Tortonne, le cours d'eau 01 du Hameau Guibert, le cours d'eau 05 du Marais, le fossé 04 de la commune de Lestre, le fossé 07 de la commune de Lestre, le ruisseau du Bouillon et un autre petit cours d'eau,.
La Sinope, d'une longueur de 18 km, prend sa source dans la commune de Montaigu-la-Brisette et se jette dans la baie de Seine en limite de la commune et de Quinéville, après avoir traversé huit communes.

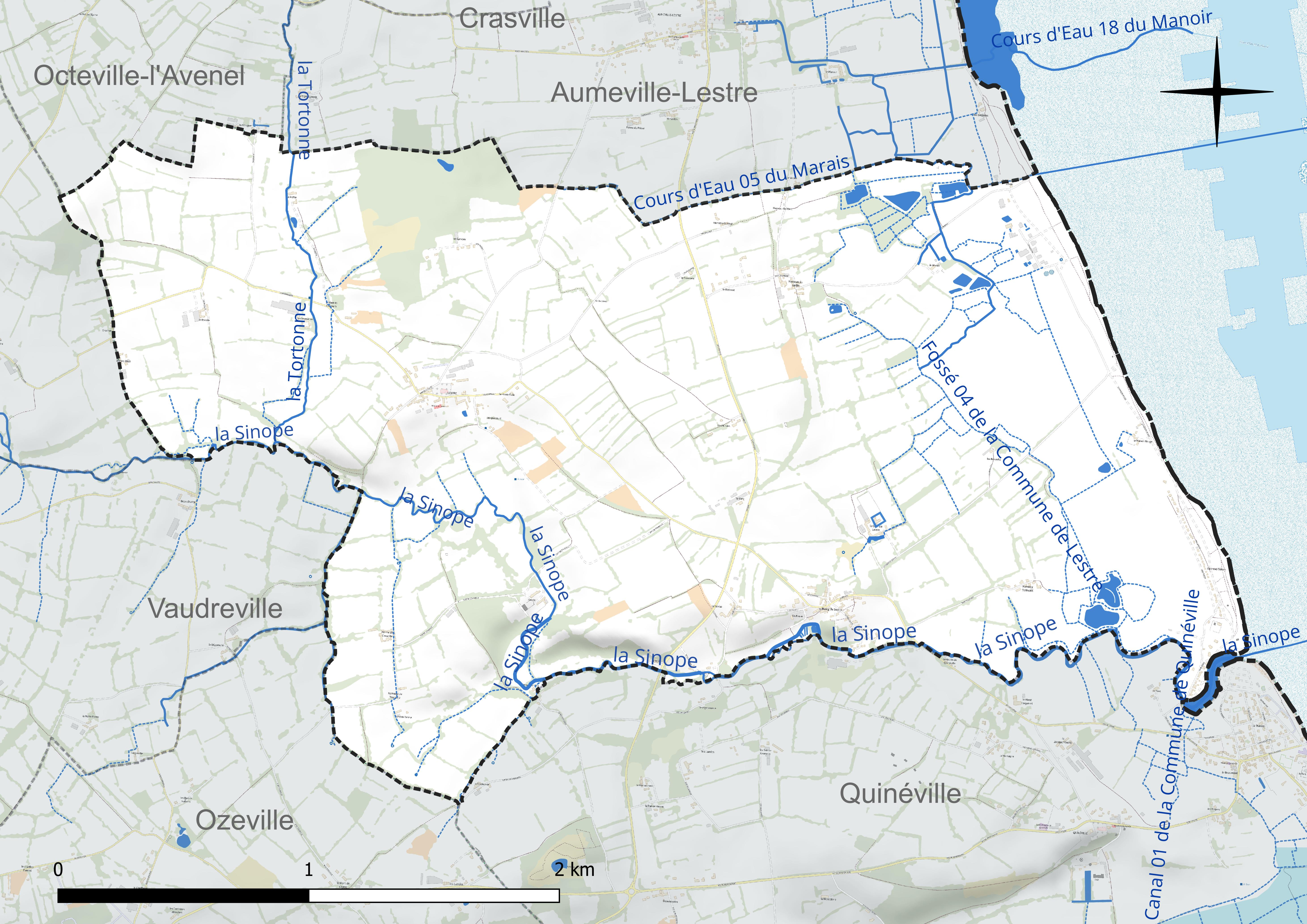
Réseau hydrographique de Lestre.

### Climat
Pour des articles plus généraux, voir Climat de la Normandie et Climat de la Manche.
En 2010, le climat de la commune est de type climat océanique franc, selon une étude du CNRS s'appuyant sur une série de données couvrant la période 1971-2000. En 2020, Météo-France publie une typologie des climats de la France métropolitaine dans laquelle la commune est exposée à un climat océanique et est dans la région climatique  Normandie (Cotentin, Orne), caractérisée par une pluviométrie relativement élevée (850 mm/a) et un été frais (15,5 °C) et venté. Parallèlement le GIEC normand, un groupe régional d’experts sur le climat, différencie quant à lui, dans une étude de 2020, trois grands types de climats pour la région Normandie, nuancés à une échelle plus fine par les facteurs géographiques locaux. La commune est, selon ce zonage, exposée à un « climat maritime », correspondant au Cotentin et à l'ouest du département de la Manche, frais, humide et pluvieux, où les contrastes pluviométrique et thermique sont parfois très prononcés en quelques kilomètres quand le relief est marqué.
Pour la période 1971-2000, la température annuelle moyenne est de 11 °C, avec une amplitude thermique annuelle de 10,8 °C. Le cumul annuel moyen de précipitations est de 969 mm, avec 14,2 jours de précipitations en janvier et 6,9 jours en juillet. Pour la période 1991-2020, la température moyenne annuelle observée sur la station météorologique la plus proche, située sur la commune de Gonneville-Le Theil à 16 km à vol d'oiseau, est de 11,0 °C et le cumul annuel moyen de précipitations est de 940,4 mm,. Pour l'avenir, les paramètres climatiques de la commune estimés pour 2050 selon différents scénarios d’émission de gaz à effet de serre sont consultables sur un site dédié publié par Météo-France en novembre 2022.

## Urbanisme

### Typologie
Au 1er janvier 2024, Lestre est catégorisée commune rurale à habitat très dispersé, selon la nouvelle grille communale de densité à sept niveaux définie par l'Insee en 2022.
Elle est située hors unité urbaine et hors attraction des villes,.
La commune, bordée par la Manche, est également une commune littorale au sens de la loi du 3 janvier 1986, dite loi littoral. Des dispositions spécifiques d’urbanisme s’y appliquent dès lors afin de préserver les espaces naturels, les sites, les paysages et l’équilibre écologique du littoral, comme le principe d'inconstructibilité, en dehors des espaces urbanisés, sur la bande littorale des 100 mètres, ou plus si le plan local d'urbanisme le prévoit.

### Occupation des sols
L'occupation des sols de la commune, telle qu'elle ressort de la base de données européenne d’occupation biophysique des sols Corine Land Cover (CLC), est marquée par l'importance des territoires agricoles (98,3 % en 2018), une proportion sensiblement équivalente à celle de 1990 (98,6 %).
La répartition détaillée en 2018 est la suivante : prairies (47,4 %), zones agricoles hétérogènes (31 %), terres arables (19,9 %), espaces ouverts, sans ou avec peu de végétation (0,9 %), zones urbanisées (0,8 %).

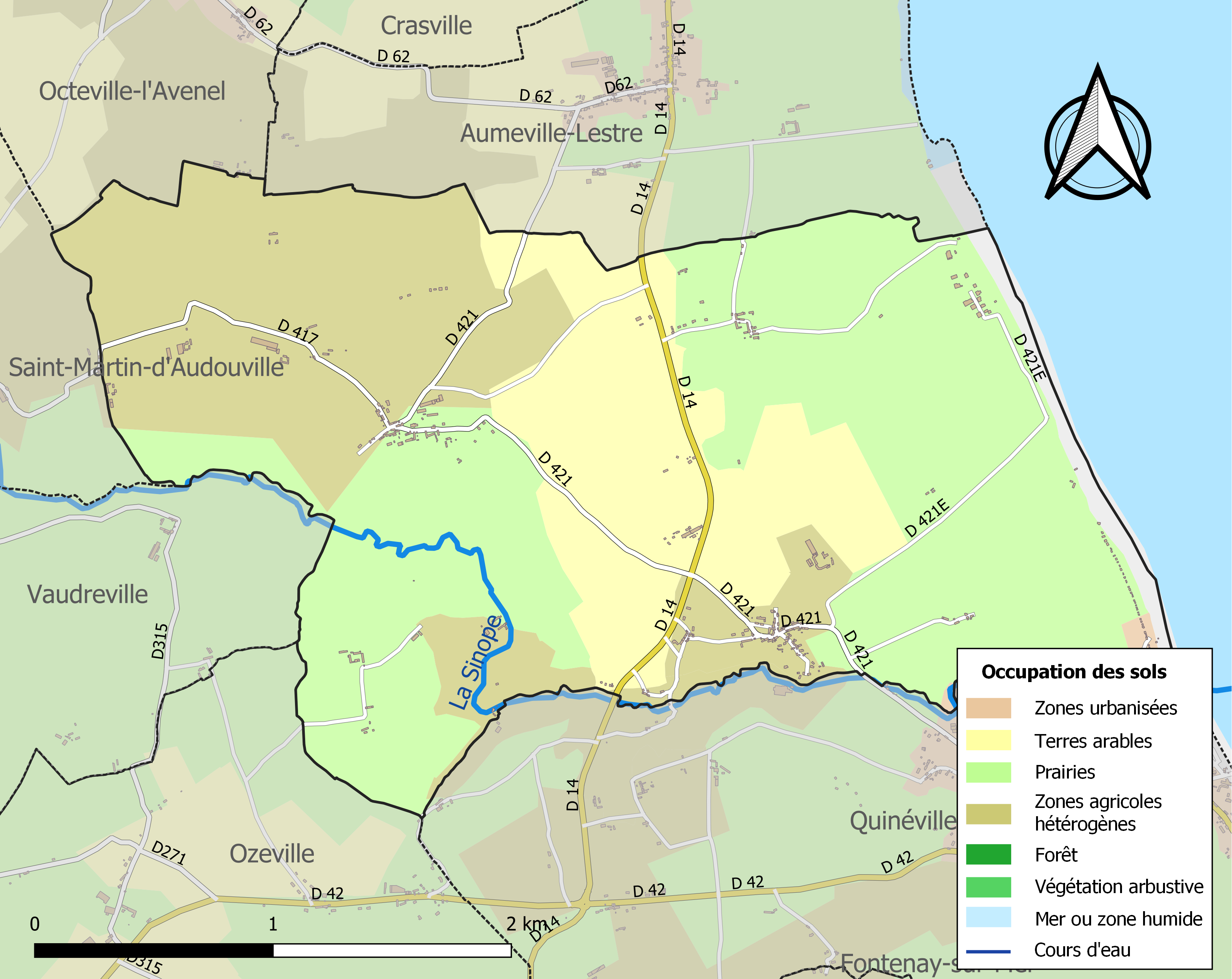
Carte des infrastructures et de l'occupation des sols de la commune en 2018 (CLC).

L'évolution de l’occupation des sols de la commune et de ses infrastructures peut être observée sur les différentes représentations cartographiques du territoire : la carte de Cassini (XVIIIe siècle), la carte d'état-major (1820-1866) et les cartes ou photos aériennes de l'IGN pour la période actuelle (1950 à aujourd'hui).

## Toponymie
Le nom de la localité est attesté sous les formes Laxtra en 738, de Lestra entre 1159 et 1181, ancien hameau d'Anglesqueville-Lestre.
L'origine du toponyme Lestre est incertaine. Peut-être s'agit-il d'un dérivé du bas latin extera (partie extérieure d'une propriété), l'ancien français l'estre désignait le jardin d'une maison ou le fossé d'un ouvrage fortifié, selon une proposition ancienne formulée par Albert Dauzat. Par ailleurs, on a fait l'hypothèse d'un pré-latin *Lasara altéré en Lastra par ajout d'un [t] intermédiaire comme dans nascere > naître, la racine las se retrouve par exemple dans la Laize, rivière du Calvados et dans le nom de nombreux autres cours d'eau européens. En outre, la Sinope est nommée fleu de Lestre dans un texte médiéval, c'est-à-dire « rivière de Lestre ».
Avant la création de la commune en 1793, le nom de la paroisse est attesté sous les formes Anglesville et Englesqueville-Lestre. Réunie en 1812 avec celles de Hautmoitiers et de Tourville pour former la nouvelle commune de Lestre. Il est à noter que le nom du hameau de Lestre avait remplacé dans l'usage celui de la paroisse Anglesqueville dès le XVIIe siècle, il s'agit du type toponymique normand Englesqueville, la graphie An- reflète une francisation (ou une latinisation) du toponyme initial, Englesqueville signifiant littéralement « domaine (rural) anglais ».
À ne pas confondre avec la commune d'Aumeville-Lestre voisine appartenant, au Moyen Âge, au fief de Lestre.

## Histoire

### Antiquité
Des traces d'habitations d'époque gallo-romaine ont été découvertes sur la commune.

### Moyen Âge
Un Guillaume de Le(s)tre était aux côtés de Guillaume le Conquérant à Hastings en 1066, et Odon (ou Eudes), seigneur d'Englesqueville participa  aux croisades en Terre-Sainte.
Eudes (ou Odon) Le Bouteiller (XIIe siècle), seigneur de Lestre et d'Escalleclif donna l'église ainsi que celle de Doville à l'abbaye de Blanchelande avant de partir en Terre Sainte.
Une mention, aux environs de 1120, fait référence aux poissons gras (cétacés fournissant du lard : baleines, marsouins, cachalots, etc.) pêchés entre la Saire et la baie des Veys par les Waumanni de Lestre, Saint-Vaast, Quinéville et Saint-Marcouf au profit de l'abbaye de Montebourg.
Dans un texte de la fin du XIVe siècle il est mentionné que la paroisse, lors de la guerre de Cent Ans, avait été totalement détruite.

### Temps modernes
En 1567, les enfants mineurs de Robert Thomas, sieur de Courcy à Englesqueville, sont taxé de 6 livres pour le fief de Courcy, et, de 8 solz pour celui d'Hercla, dans le rôle des nobles et roturiers, au titre du ban et de l'arrière ban de la vicomté de Coutances, réalisé par Gilles Dancel, seigneur d'Audouville, lieutenant général du bailli de Cotentin, tenu à Coutances les 20-22 octobre. Le fief de Courcy, tenu du fief d'Octeville, avait des extensions à Vaudreville. Le fief d'Hercla, fief noble, fut par la suite réuni avec la seigneurie de Lestre.

### Révolution française et Empire
En 1812, Lestre (568 habitants en 1806) absorbe Hautmoitiers (85 habitants, au nord-ouest du territoire) et Tourville (65 habitants, au sud),,. Lestre avait réuni les paroisses d'Anglesqueville et de Lestre avant la création des communes sous la Révolution.

## Politique et administration
| Période                                  | Période        | Identité                       | Étiquette | Qualité                           |
| ---------------------------------------- | -------------- | ------------------------------ | --------- | --------------------------------- |
| 1971                                     | 1995           | Jacques de Bonneau de Beaufort | DVD       |                                   |
| 1995                                     | mars 2008      | René Lefauconnier              | SE        |                                   |
| mars 2008                                | 3 octobre 2016 | Alain Michel                   | SE        | Retraité de la fonction publique  |
| octobre 2016                             | En cours       | Sylvie Amiot                   | SE        | Retraitée de la fonction publique |
| Les données manquantes sont à compléter. |                |                                |           |                                   |

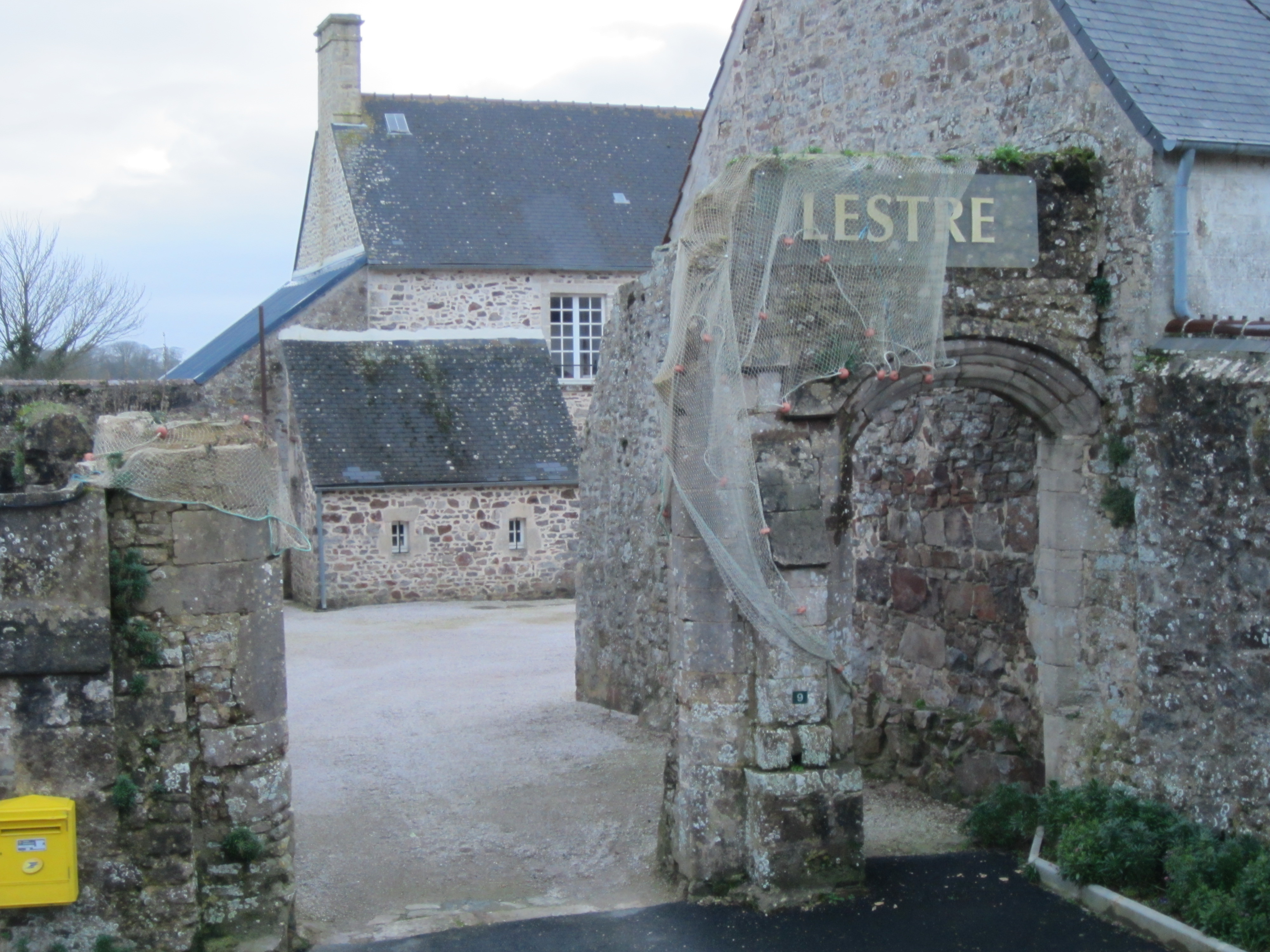
La mairie.

Le conseil municipal est composé de onze membres dont le maire et trois adjoints.

## Population et société
Les habitants de la commune sont appelés les Lestrais.

### Démographie
L'évolution du nombre d'habitants est connue à travers les recensements de la population effectués dans la commune depuis 1793. Pour les communes de moins de 10 000 habitants, une enquête de recensement portant sur toute la population est réalisée tous les cinq ans, les populations de référence des années intermédiaires étant quant à elles estimées par interpolation ou extrapolation. Pour la commune, le premier recensement exhaustif entrant dans le cadre du nouveau dispositif a été réalisé en 2006.
En 2022, la commune comptait 244 habitants, en évolution de −1,21 % par rapport à 2016 (Manche : −0,31 %, France hors Mayotte : +2,11 %).
| 1793 | 1800 | 1806 | 1821 | 1831 | 1836 | 1841 | 1846 | 1851 |
| ---- | ---- | ---- | ---- | ---- | ---- | ---- | ---- | ---- |
| 490  | 486  | 568  | 748  | 730  | 750  | 718  | 694  | 640  |

| 1856 | 1861 | 1866 | 1872 | 1876 | 1881 | 1886 | 1891 | 1896 |
| ---- | ---- | ---- | ---- | ---- | ---- | ---- | ---- | ---- |
| 628  | 656  | 670  | 590  | 557  | 604  | 536  | 543  | 558  |

| 1901 | 1906 | 1911 | 1921 | 1926 | 1931 | 1936 | 1946 | 1954 |
| ---- | ---- | ---- | ---- | ---- | ---- | ---- | ---- | ---- |
| 539  | 504  | 452  | 417  | 413  | 398  | 422  | 380  | 394  |

| 1962 | 1968 | 1975 | 1982 | 1990 | 1999 | 2006 | 2011 | 2016 |
| ---- | ---- | ---- | ---- | ---- | ---- | ---- | ---- | ---- |
| 397  | 366  | 277  | 230  | 256  | 224  | 248  | 265  | 247  |

| 2021 | 2022 | - | - | - | - | - | - | - |
| ---- | ---- | - | - | - | - | - | - | - |
| 246  | 244  | - | - | - | - | - | - | - |

| 1793 | 1800 | 1806 |
| ---- | ---- | ---- |
| 76   | 71   | 85   |

| 1793 | 1800 | 1806 |
| ---- | ---- | ---- |
| 47   | 54   | 65   |

## Culture locale et patrimoine

### Lieux et monuments

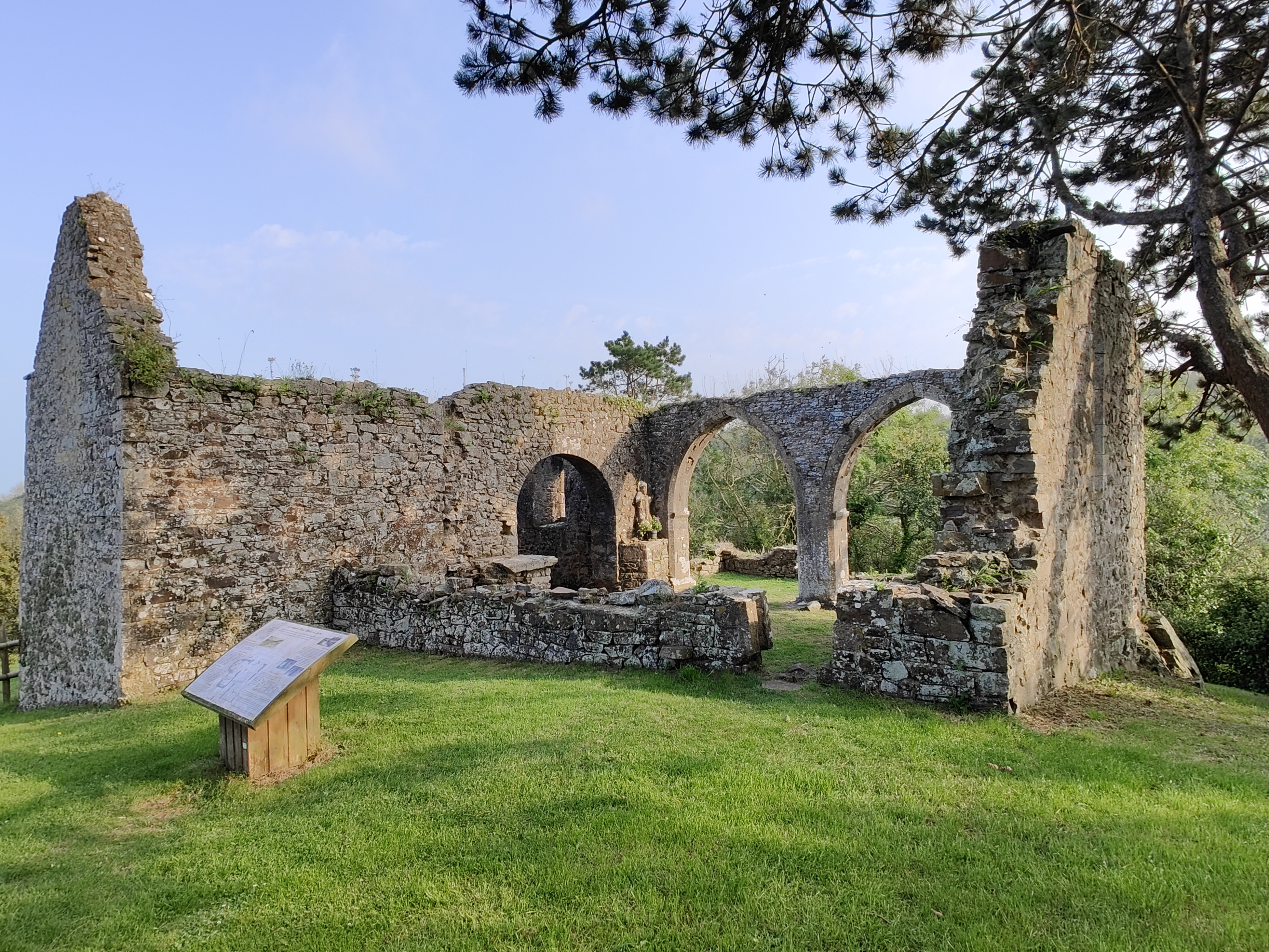
La chapelle Saint-Michel.

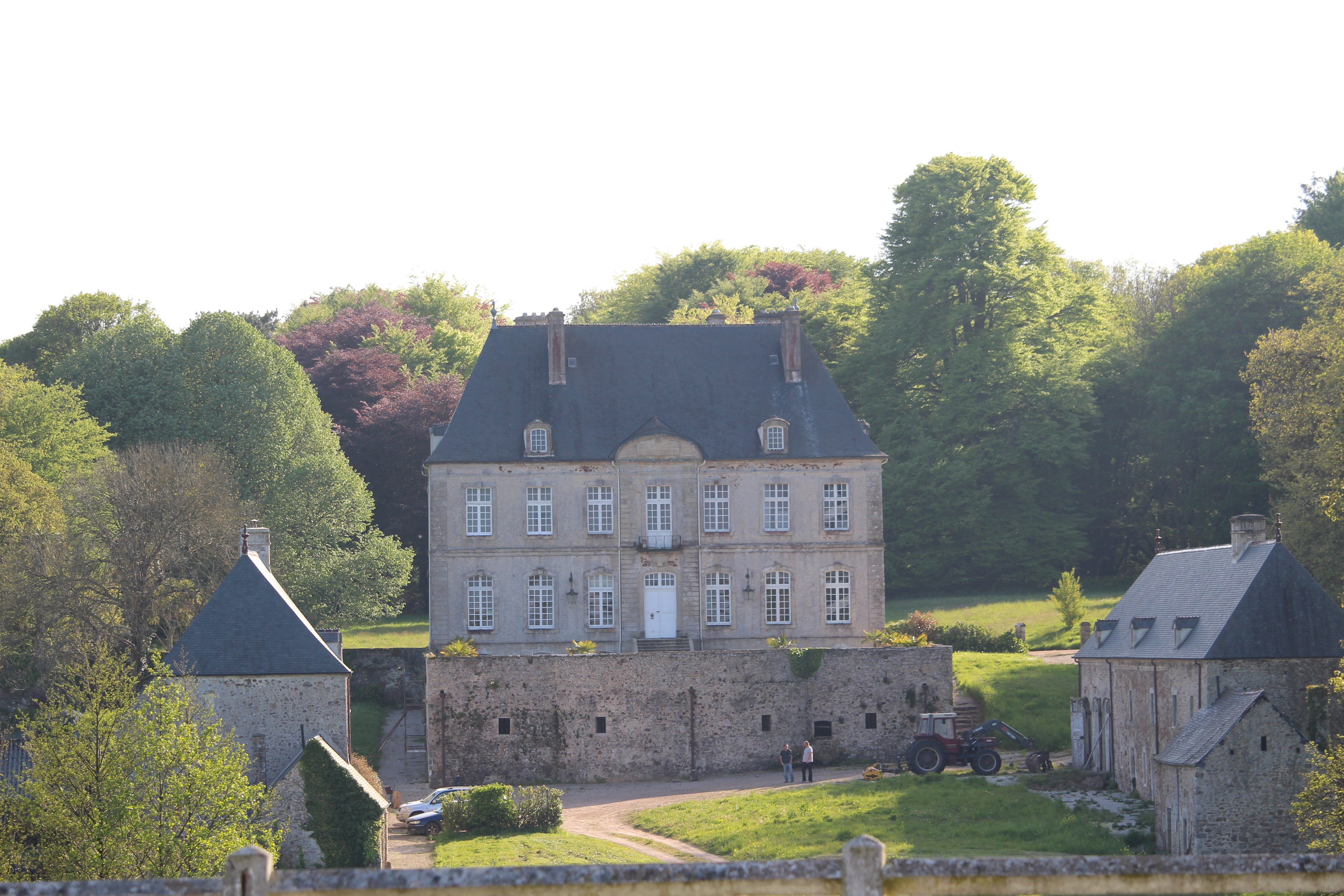
Le château de Tourville.

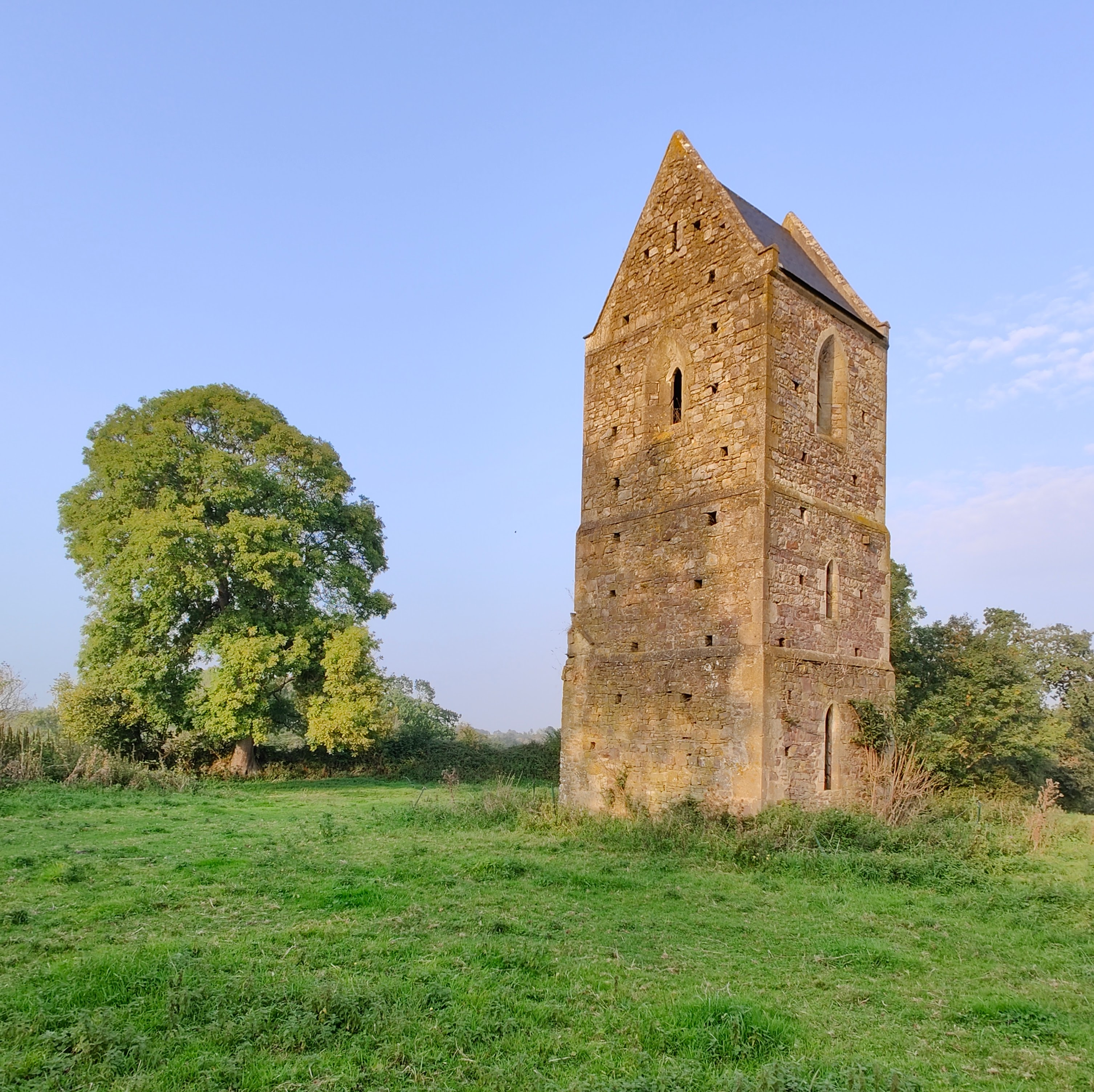
Le clocher de l'église Saint-Jean-Baptiste.

- Église Saint-Martin des XIIe – XVIIe siècles avec clocher en bâtière et portail du XIIIe. Elle abrite un tableau l'Adoration des Mages XVIIIe).
- Ruines de la chapelle Saint-Michel des Xe – XIIe siècles située dans le bourg de Lestre, sur le chemin des pèlerins de Saint-Jacques. Elle est classée par liste de 1862[40].
- Prieuré.
- Manoir de la Cour de Lestre, manoir-ferme des XIe, XVe – XVIIIe siècles[41], qui fut la demeure des seigneurs de Lestre. On accède à son rez-de-chaussée surélevé par un escalier à double révolution. Des douves cernent les bâtiments en équerre que l'on franchit par un pont. La façade s'éclaire par des fenêtres à linteau droit, et les combles, par des lucarnes à œil-de-bœuf. Les communs possèdent une charretterie avec des arcades en plein cintre et le pigeonnier a été conservé. À la fin du XVe siècle la seigneurie de Lestre passe entre les mains d'Olivier de Chapedelaine qui la vend à Guillaume d'Ursus[42]. En 1523, elle est la possession du sire Guillaume Dursus (d'Ursus)[43], seigneur de Lestre et d'Anneville[Note 3]. Après lui sont reconnus seigneurs de Lestre, Louis Dursus (1562), François Dursus (1576)[44].
- Château de Tourville, du XVIIIe siècle, inscrit au titre des monuments historiques depuis le 13 septembre 2006[45]. Bâti par la famille de Tourville en 1750 il est acquis par Louis de La Couldre de La Bretonnière, constructeur du port de Cherbourg[26].
- Motte castrale de Tourville.
- Fermes de la Motte et de la Rozelle des XVIIe – XVIIIe siècles.
- Vestiges d'une motte féodale fossoyée fortement érodée à la ferme de la Motte[46].
- Manoir de la Hougue du XVIe siècle. L'ancien fiefferme de la Hougue fut notamment la possession de Richard Lucas de Néhou[26].
- Clocher de l'église Saint-Jean-Baptiste, seul vestige de l'église de Tourville, à proximité du château éponyme.
- Ancien presbytère médiéval reconverti en mairie.
- Ancien fort (redoute du XVIIe siècle).
- Monument mégalithique dit le Champ de pierres, découvert par Frédéric Scuvée en 1971[26].
- Ponts romains.
- Anciens moulins, et anciens four à chaux.
- Croix du XVIIIe siècle en granit.

### Personnalités liées à la commune
- Guillaume Dursus, fait seigneur de Lestre au XVIe siècle et compagnon d'armes de François Ier.
- Albert Voisin (Lestre, 1905 - 1994) artiste peintre et sculpteur.
- Pierre Godefroy (1915 - Lestre, 1992), homme politique.
- Allain Leprest (Lestre, 1954 - Antraigues-sur-Volane, 2011), poète-parolier et chanteur.
- Gabriel Bacquier (1924 - Lestre, 2020), artiste lyrique baryton-basse.